# Fredrik Ribbing
Fredrik Ribbing, hrabia Ribbing (ur. 23 kwietnia 1721 w Göteborgu, zm. 11 października 1783 w Sztokholmie) – szwedzki polityk i dyplomata ze starego rodu arystokratycznego Ribbingów.
Radca dworu (riksråd). Od roku 1778 hrabia Ribbing. W latach siedemdziesiątych był szwedzkim ambasadorem w Rosji.
Jego ojcem był Bengt Johansson Ribbing (1686-1741) generał armii szwedzkiej, matką Ulrika Eleonora Piper, a synem  Adolf Ludvig Ribbing (1765-1843).